# Spencergolf
De Spencergolf is de westelijke van twee grote baaien (de andere is de kleinere St.-Vincentgolf) aan de zuidkust van Australië. De Spencergolf ligt in de deelstaat Zuid-Australië tegenover de Grote Australische Bocht.
De Spencergolf is 322 km lang en aan het zuidelijk uiteinde 129 km breed. De westkust wordt gevormd door het schiereiland Eyre, de oostkust door het schiereiland Yorke dat de Spencergolf van de kleinere St. Vincentgolf scheidt. De grootste plaatsen aan de golf zijn Whyalla, Port Pirie en Port Augusta.
Naar het oosten ligt de Gulf St Vincent.
De golf ligt in de mariene ecoregio Zuid-Australische Golven.